# ヴァイシェーシカ学派
ヴァイシェーシカ学派（ヴァイシェーシカがくは、梵: वैशॆषिक、Vaiśeṣika）は、インド哲学（ダルシャナ）の学派であり、現代では六派哲学の一つに数えられる。カナーダが書いたとされる『ヴァイシェーシカ・スートラ』を根本経典とする。現代では一種の自然哲学と見なされることもある。漢訳は勝論、勝宗。

## 6種のカテゴリー
『ヴァイシェーシカ・スートラ』では、全存在を6種のカテゴリー(padārtha)、すなわち実体・属性・運動・特殊・普遍・内属の6種から説明する。言葉は実在に対応しており、カテゴリーは思惟の形式ではなく客観的なものであるとする。

### 実体
実体(dravya)は以下のように分けられる。
- 地 (pṛthivī)
- 水 (āpas)
- 火 (tejas)
- 風 (vāyu)
- 虚空 (ākāśa)
- 時間 (kāla)
- 方向 (dik)
- アートマン (ātman)
- 意（マナス） (manas)

### 属性
属性(guṇa)は以下のように分けられる。
- 色 (rūpa)
- 味 (rasa)
  - 甘
  - 酸
  - 辛
  - 渋
  - 苦
- 香 (gandha)
  - 芳香
  - 悪臭
- 触 (sparśa)
  - 冷
  - 熱
  - 非冷非熱
- 数 (saṅkhyā)
- 量 (parimāṇa)
- 別異性 (pṛthaktva)
- 結合 (saṃyoga)
- 分離 (vibhāga)
- 彼方性 (paratva)
- 此方性 (aparatva)
- 知識作用 (buddhi)
- 楽 (sukha)
- 苦 (duḥkha)
- 欲求 (icchā)
- 嫌悪 (dveṣa)
- 意志的努力 (prayatna)

### 運動
運動(karma)は以下のように分けられる。
- 上昇 (utkṣepaṇa)
- 下降 (avakṣepaṇa)
- 収縮 (ākuñcana)
- 伸張 (prasāraṇa)
- 進行 (gamana)

### 普遍・特殊・内属
普遍 (sāmānya)
同類の観念を生む原因である。黒い牛も白い牛も同じ牛であると分かるのは普遍としての「牛性」を牛が持っているからである。
特殊 (viśeṣa)
あるものを別のものから区別する観念の原因である。牛が牛であって馬でないと分かるのは特殊としての「牛性」を牛が持っているからである。
内属 (samavāya)
不可分でありながら別個の実在となっているもの同士の関係である。糸と布は内属の関係にある。

## 受容

### 勝宗十句義論
東アジアでは、ヴァイシェーシカ学派は「勝論」や「勝宗」と呼ばれ、『大毘婆沙論』等の言及で知られていた。特に、6-7世紀の慧月著・玄奘訳とされる『勝宗十句義論』によって思想が伝えられた。『勝宗十句義論』は、ヴァイシェーシカ学派の綱要書の漢訳だが、サンスクリット原典が伝わらず、チベット訳も無い。また内容が特殊で、6種ではなく10種のカテゴリーが扱われる。同書は仏教の論書ではないが大蔵経に収められた。
日本では江戸時代に盛んに研究され、複数の注釈書が著された。主な注釈者として、真言宗豊山派の法住や快道がいる。彼らはサーンキヤ学派の『金七十論』も研究した。
大正6年（1917年）には、宇井伯寿により英訳が作られた。

### 西洋哲学との比較
近現代のインド哲学研究では、ヴァイシェーシカの思想は「自然哲学」「原子論」「実体」「普遍と特殊」といった西洋哲学の術語で説明され、アリストテレス等としばしば比較される。